# Jughandle
Een jughandle is een deel van een kruispunt, waarover linksafslaand verkeer eerst naar rechts moet afslaan, om daarna alsnog links af te slaan. Daarbij moet dus het rechtdoorgaande verkeer worden gekruist. Jughandles komen sporadisch voor op oudere wegen in Nederland. In de Verenigde Staten komen ze meer voor.

## Typen
Er zijn drie typen jughandles:

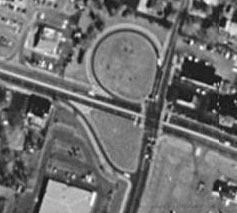
Onder een jughandle van type A, boven een type C

- Type A: Hierbij wordt voor het kruispunt rechts afgeslagen. De jughandle sluit aan op de zijweg, waar het verkeer linksaf slaat. Daarna wordt het kruispunt overgestoken.
- Type B: Bij dit type is het kruispunt een T-splitsing. Hierbij wordt eerst rechts afgeslagen om daarna uit te komen tegenover de zijtak van de T-splitsing.
- Type C: Hierbij wordt eerst het kruispunt voorbijgereden. Daarna wordt door middel van een klaverlus een bocht van 270 graden gemaakt om in te voegen op de zijweg. Ten slotte wordt het kruispunt voor de tweede keer gekruist.

## Voor- en nadelen
Een jughandle heeft verschillende voordelen, maar ook nadelen.
Een belangrijk voordeel is dat het afslaande verkeer zich niet meer op de linkerrijstrook bevindt. Dit is vooral van belang op wegen met een hoge maximumsnelheid. Daarnaast wordt het aantal conflicterende verkeersstromen op het kruispunt verminderd, wat de capaciteit verhoogt.
Nadelen zijn het grote ruimtegebruik en verwarring bij automobilisten die niet bekend zijn met het verschijnsel. Als er veel voertuigen links afslaan is de capaciteit beperkt, doordat er meerdere verkeersstromen gekruist moeten worden.
Bajonetkruispunt · Continuous-flow intersection · Driesprong (T-splitsing, Y-splitsing) · Hook turn · Jughandle · Kwadrantkruispunt · Michigan left · Superstreet · Viersprong